# El filibusterismo
El Filibusterismo is een Filipijnse roman geschreven door José Rizal en gepubliceerd in 1891 als de opvolger van zijn eerdere werk, Noli Me Tangere. Het verhaal, geschreven tijdens Rizals verbanning in Dapitan, speelt zich af in de Filipijnen tijdens de Spaanse koloniale periode.
Het boek is geïnspireerd door de sociale en politieke situatie in de Filipijnen tijdens de Spaanse overheersing en weerspiegelt de onvrede en strijd tegen het koloniale regime. Rizal gebruikte het als een platform om scherpe kritiek te uiten op misstanden en corruptie onder het Spaanse bewind, en om zijn standpunten over hervormingen en rechtvaardigheid te communiceren.
Bij de publicatie kreeg El Filibusterismo kritiek van de Spaanse autoriteiten en de katholieke kerk vanwege zijn revolutionaire ideeën en anti-koloniale boodschap. Het werk werd gezien als een provocatie en leidde tot verdere onderdrukking van Rizal's ideeën. Desondanks wordt het boek tegenwoordig, samen met Noli Me Tangere beschouwd als een belangrijk literair werk.